# Francis Coventry
Francis Coventry (1725 - 1754, of 1759) was een Engels schrijver. Over zijn leven is zeer weinig bekend. Hij bezocht de Universiteit van Cambridge en vestigde zich als dominee in Edgware, destijds nabij Londen. 
Zijn bekendheid heeft hij te danken aan slechts één werk: The History of Pompey the Little (1751).
Het is een satirische roman waarin een klein hondje verslag doet van zijn wederwaardigheden onder elkaar snel opvolgende eigenaren. 
- Bibliothèque nationale de France: cb145471878 (data)
- CiNii: DA07423636
- Gemeinsame Normdatei: 105509248X
- International Standard Name Identifier: 0000 0001 0982 0310
- Library of Congress Control Number: n82032298
- Bibliotheek van het Japanse parlement: 001277148
- Nationale Bibliotheek van Tsjechië: xx0312030
- Nationale bibliotheek van Australië: 35031695
- Nationale Bibliotheek van Israël: 987011287679705171
- Nationale Bibliotheek van Polen: a0000003719903
- Nederlandse Thesaurus van Auteursnamen: 10867696X
- Réseau des bibliothèques de Suisse occidentale: 02-A026661989
- Istituto Centrale per il Catalogo Unico: CAGV022079
- Système universitaire de documentation: 133540081
- Trove: 804439
- Virtual International Authority File: 184144783055638212722
- WorldCat: E39PBJj4wd6YwgYp4gY7Vkf8YP